# Хасан Кучукчетин
Хасан Кучукчетин (тур. Hasan Küçükçetin; Бурханије, Турска — 06/06/1981 турски је глумац.

## Филмографија
| Улоге Хасан Кучукчетин |                |               |              |          |
| Година                 | Српски назив   | Изворни назив | Улога        | Напомена |
| 2008—2009.             | Љубав и освета |               | Мустафа Генч |          |
| 2008—2010.             | Кад лишће пада |               | Шевкет Текин |          |